# هانس تومسون
هانس تومسون (بالألمانية: Hans Thomson)‏ هو مبارز بالسيف ألماني، ولد في 14 يونيو 1888 في أوفنباخ أم ماين في ألمانيا، وتوفي بنفس المكان في 23 مايو 1963.

## وصلات خارجية
- هانس تومسون على موقع أوليمبيديا (الإنجليزية)